# China Television
China Television (chinesisch 中國電視公司, Pinyin Zhōngguó Diànshì Gōngsī, Zhuyin ㄓㄨㄥ ㄍㄨㄛˊ ㄉㄧㄢˋ ㄕˋ ㄍㄨㄥ ㄙ, Pe̍h-ōe-jī Tiong-kok-tiān-sī-kong-si) ist ein taiwanesischer Fernsehsender, der am 3. September 1968 von der Kuomintang gegründet wurde. Die Testausstrahlung erfolgte am 9. Oktober 1969 und der reguläre Sendebetrieb wurde am 31. Oktober desselben Jahres aufgenommen. Dies war der erste Farbfernsehsender, der auf der ganzen Insel sendete.
Ab dem 9. August 1999 wurde der Sender offiziell an der Taiwan Stock Exchange notiert und war damit das erste inländische Medienunternehmen, das an der Börse notierte. Im Jahr 2006 wurde der Sender vom Medienreformgesetz in Taiwan schwer getroffen, das alle politischen Parteien dazu verpflichtete, ihre Kontrolle über Fernseh- und Radiounternehmen aufzugeben. 90 % der CTV-Anteile wurden an die China Times Media Group verkauft. Chung T'ien Television (CTi), das größte Kabelfernsehen in Taiwan, gehört ebenfalls dieser Gruppe an und auf den drei Kanälen von CTi ist häufig auch das CTV-Logo zu sehen. Derzeit ist CTV immer noch der größte Fernsehsender in Taiwan und hat die höchste Zuschauerzahl für Abendnachrichtensendungen.